# Liste der jamaikanischen Botschafter in Mexiko
Die Regierungen von Jamaika und Mexiko nahmen am 17. Mai 1966 diplomatische Beziehungen auf.
Für den Botschafter stellt das jamaikanische Staatsoberhaupt Elisabeth II. Akkreditierungsschreiben für die Oberhäupter der zentralamerikanischen Staaten und Panamas aus. An den Generalgouverneur von Belize Commonwealth Realm stellt sie für den Hochkommissar einen Letter of introduction aus.
Der Botschafter in Mexiko-Stadt vertritt die jamaikanische Regierung bei OPANAL, Organismo para la Proscripción de las Armas Nucleares en la América Latina y el Caribe, ein aus dem Vertrag von Tlatelolco entstandener Regionalverein der Internationalen Atomenergie-Organisation.
| Ernennung/Akkreditierung | Botschafter                   | Bemerkung                                                                                               | Liste der Premierminister von Jamaika | Liste der Staatsoberhäupter Mexikos | Posten verlassen |
| ------------------------ | ----------------------------- | --- | ------------------------------------- | ----------------------------------- | ---------------- |
| 7. Apr. 1975             | Trevor Eugene Bentley DaCosta | | Michael Manley                        | Luis Echeverría Álvarez             | 1977             |
| 1978                     | Louis Heron Boothe            | | Michael Manley                        | José López Portillo                 | 1986             |
| 1987                     | Thomas Alvin Stimpson         | | Edward Seaga                          | Miguel de la Madrid Hurtado         | 1993             |
| 1993                     | Delrose Montagne              | Geschäftsträgerin                                                                                       | Percival J. Patterson                 | Carlos Salinas de Gortari           |                  |
| Apr. 1996                | Cordell Yvonne Wilson         | Am 8. März 1997 in San Salvador akkreditiert                                                            | Percival J. Patterson                 | Ernesto Zedillo Ponce de León       | 2000             |
| 2001                     | Vilma Kathleen McNish         | (16. Januar 1957 in Kingston (Jamaika)) 3. Dezember 2012: Botschafterin bei der Europäischen Kommission | Percival J. Patterson                 | Vicente Fox Quesada                 | 2005             |
| 31. Mai 2006             | Sheila Sealy Monteith         | Bis 17 Aug 2014: Hochkommissar (Commonwealth) Ottawa.                                                   | Portia Simpson Miller                 | Felipe Calderón Hinojosa            |                  |
| Sep. 2009                | Sandra Anita Grant Griffiths  | [ 4 ]                                                                                                   | Bruce Golding                         | Felipe Calderón Hinojosa            |                  |